# Quatrième vœu (jésuite)

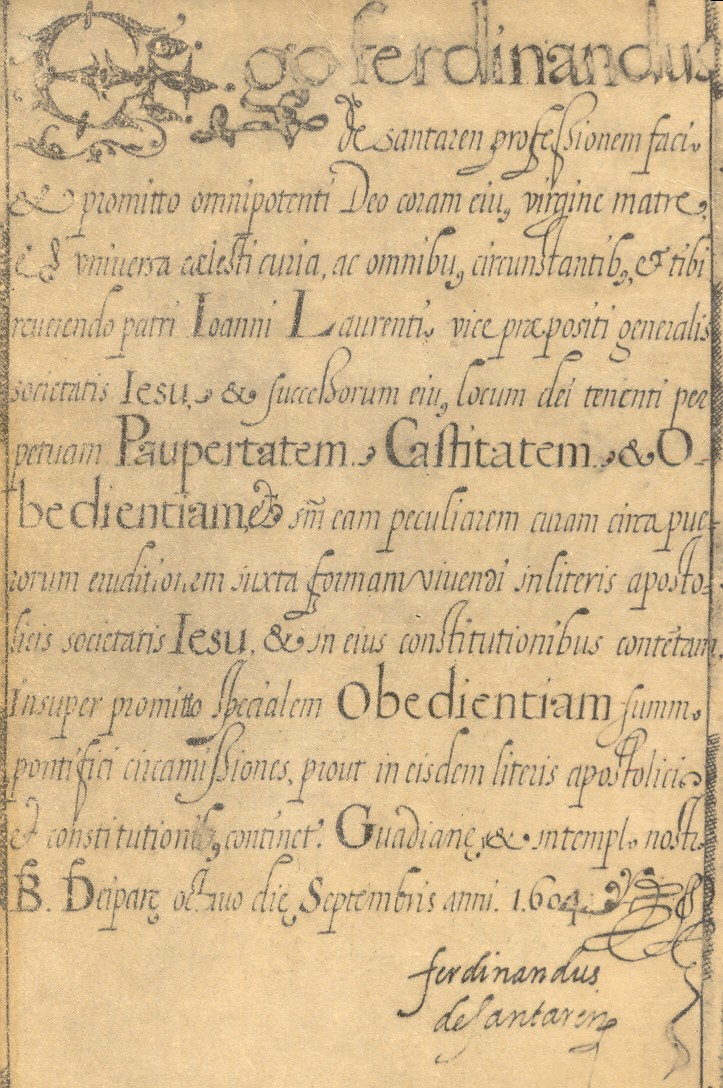
Texte des quatre vœux (1604) de Fernando de Santaren (mort pour la foi en 1616)

À la suite des vœux traditionnels de pauvreté, chasteté et obéissance, un quatrième vœu, est prononcé par les jésuites (profès) lors de leur profession religieuse définitive. Il consiste à vouer une obéissance spéciale au souverain pontife, en ce qui concerne les missions qu’il souhaiterait donner.

## Origine
Lorsque Ignace de Loyola et ses six « amis dans le Seigneur » prononcent le 15 août 1534, à Montmartre (Paris), des vœux personnels de pauvreté et chasteté. Ils promettent également de faire ensemble un pèlerinage à Jérusalem, y ajoutant cependant une condition: si aucun navire ne quitte Venise pour la Terre sainte dans les 12 mois qui suivent leur arrivée dans la ville des doges, ils se mettront à la disposition du Pape.
Ayant terminé leurs études universitaires, ils arrivent à Venise en janvier 1537. Ils y sont ordonnés prêtres et travaillent dans les hôpitaux des environs, et il se fait en effet qu'à cause de la guerre qui oppose Venise et les Turcs, aucun voyage n’est possible.
En mai 1538, les compagnons auxquels se sont joints quelques recrues (ils sont 10) arrivent à Rome et vers la mi-novembre, comme ils se l’étaient promis, ils « s’offrent au pape pour toute mission partout dans le monde. » Cette oblation, favorablement agréée par le pape Paul III, n’est pas encore un vœu.  
La dispersion apostolique commence dès l’année suivante. Paul III envoie Paschase Broët et Simon Rodrigues à Sienne, Pierre Favre et Diego Lainez à Parme, généralement pour des missions de réforme de monastères ou de réconciliation. Les compagnons encore à Rome se réunissent en soirée d’avril à juin 1539 pour prier ensemble et délibérer : « convient-il mieux de rester unis par des liens religieux (même si séparés physiquement) et donc fonder un ordre religieux, ou accepter la dispersion inévitable, chacun poursuivant sa vocation personnelle ? »
Les premiers compagnons arrivent à une conclusion positive, et préparent un texte qui doit être soumis au pape pour approbation. Dans ce texte délinéant les traits fondamentaux de ce qui sera la Compagnie de Jésus, l’oblation au pape est transformée en ‘vœu d’obéissance au pape’.

## Texte
Ce projet de fondation, reçu favorablement par Paul III le 3 septembre 1539, est soumis à deux cardinaux canonistes pour examen. Parmi d’autres objections, le cardinal Girolamo Ghinucci soutient qu’un vœu d’obéissance spéciale au pape est superflu, tout chrétien devant obéir au souverain pontife. Des clarifications sont apportées, et certains évêques interviennent auprès du pape exprimant leur souhait de voir approuvée cette fondation de « prêtres réformés » dont ils connaissent l’activité apostolique.
Le nouvel institut religieux est dès lors approuvé par Paul III un an plus tard, le 27 septembre 1540, par la bulle pontificale Regimini militantis ecclesiae. C’est la date officielle de fondation de la Compagnie de Jésus.
Dans les Constitutions de l’Ordre, qui seront promulguées une quinzaine d’années plus tard, le texte complet de la profession religieuse que doivent faire ceux qui sont appelés à la profession finale est inclus. À la suite des vœux de « perpétuelle pauvreté, chasteté et obéissance », le prêtre ajoute : « En outre je promets spéciale obéissance au souverain pontife en ce qui concerne les missions, selon ce qui est contenu dans les mêmes Lettres apostoliques et les Constitutions » [Constitutions, N°527]. Ce texte est encore celui qui est utilisé.

## Contenu et explication
Une profession religieuse ajoutant un quatrième vœu aux trois vœux traditionnels n’est pas rare ou unique. Commençant avec les Ordres hospitaliers au XIe siècle elle peut se vérifier en de nombreux autres instituts et congrégations religieuses, jusqu’en ce XXIe siècle.  
Étant donné la notoriété de la Compagnie de Jésus, son engagement apostolique aux frontières de l’Église et sa présence particulière dans l’histoire de la papauté ce vœu spécial ‘d’obéissance au pape’ est le plus célèbre. Il faut cependant noter que :
- Il s’agit d’un vœu, c'est-à-dire une promesse solennelle faite à Dieu (et non au pape)
- Le vœu ne concerne pas le pape, mais les missions (circa missiones) que le souverain pontife donne à l'un ou l’autre jésuite ou à l’ensemble de la Compagnie.

Dans un document de 1545 Ignace de Loyola indique l’importance qu’il donne au vœu : il en parle comme du «commencement et fondement principal de la Compagnie de Jésus»
Dans la septième partie des Constitutions qui donne des directives pour la distribution apostolique des membres de la Compagnie dans la Vigne du Seigneur les pères fondateurs expliquent l’intention du quatrième vœu : « Ceux qui se réunirent les premiers dans cette Compagnie venaient de diverses provinces et de divers royaumes et il ne leur apparaissait pas clairement en quels pays des fidèles ou des infidèles ils devaient se trouver. Pour ne pas errer dans le chemin du Seigneur ils firent cette promesse ou ce vœu pour que le Souverain pontife les répartisse pour une plus grande gloire de Dieu et conformément à leur intention de parcourir le monde, et pour que s’ils ne trouvaient pas le fruit spirituel désiré dans un endroit ils se portent de là dans l’un ou l’autre recherchant une plus grande gloire de Dieu et une plus grande aide des âmes ». (Constitutions, N°605]
C’est ainsi un plus grand bien de l’Église qui est recherché. Désirant sortir de nationalismes étroits Ignace de Loyola et les premiers compagnons perçoivent en le souverain pontife celui qui les aide à se placer au service de l’Église à son niveau le plus universel, ou ‘catholique’. Les Règles pour avoir le sens vrai qui doit être le nôtre dans l’Église militante qui se trouvent dans les Exercices spirituels de saint Ignace (N°352-370) vont dans le même sens.